# Verkan (fysik)
Verkan är en fysikalisk storhet där dimensionen är energi multiplicerad med tid eller rörelsemängd multiplicerad med längd. Verkan har därmed samma dimension som rörelsemängdsmoment. Dock är verkan ingen vektor utan en skalär. Verkan är en abstrakt fysikalisk storhet som beskriver en partikels rörelse.
Definitionen av verkan, S:
{\displaystyle S[q(t)]=\int _{t_{1}}^{t_{2}}{L(q,{\dot {q}})dt}}
där q är generaliserade koordinater och L är Lagrangefunktionen. 
Verkan ger inom analytisk mekanik samma resultat som att använda Newtons rörelselagar, som är differentialekvationer. Verkan kräver endast att de fysiska variablernas tillstånd specificeras i två punkter, dess begynnelse- och sluttillstånd. De fysikaliska variablernas värden i alla mellanliggande punkter kan sedan bestämmas genom att minimera verkan genom variationskalkyl.